# Per Ulrik Stenhammar

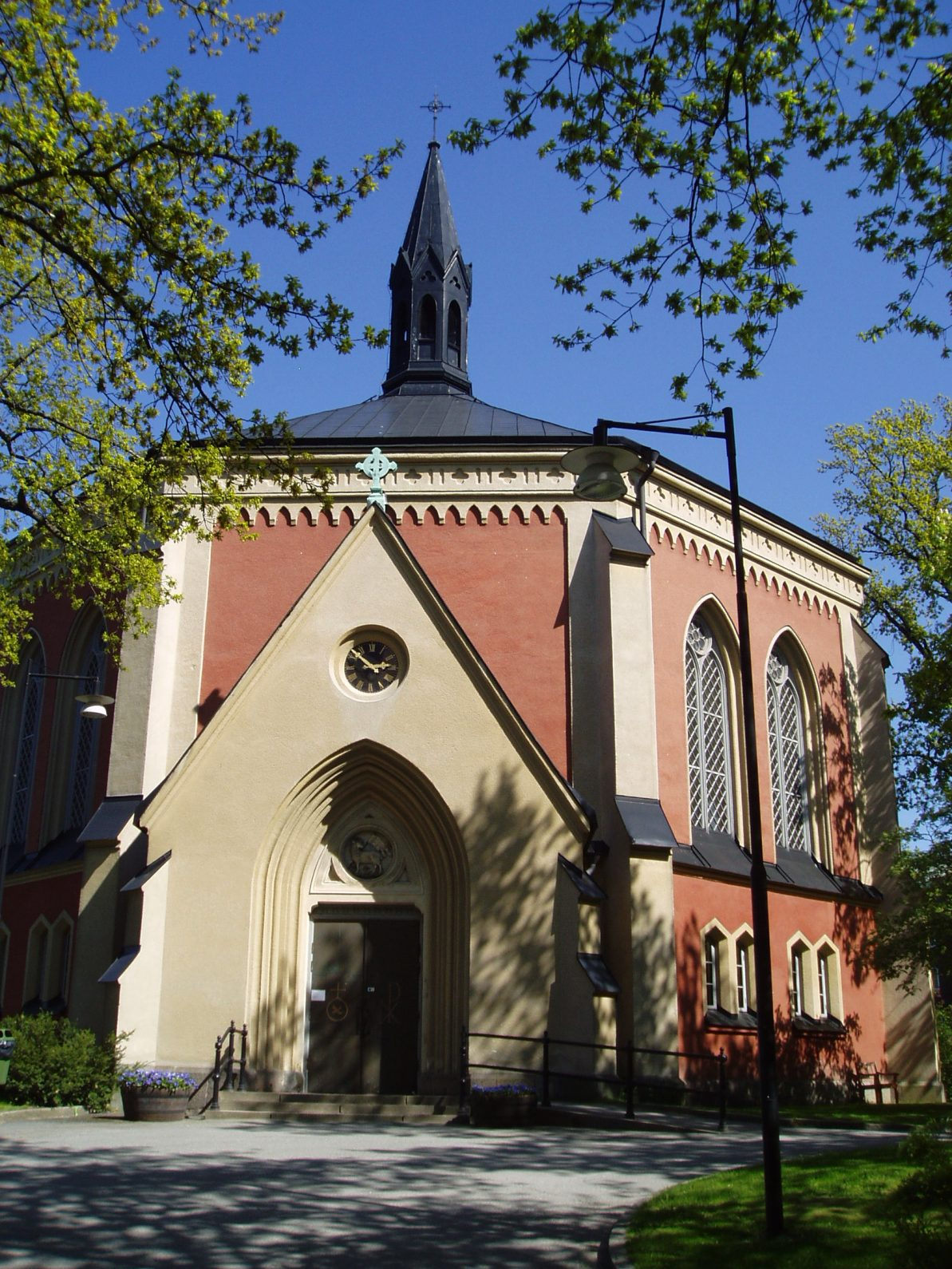
Ersta kyrka

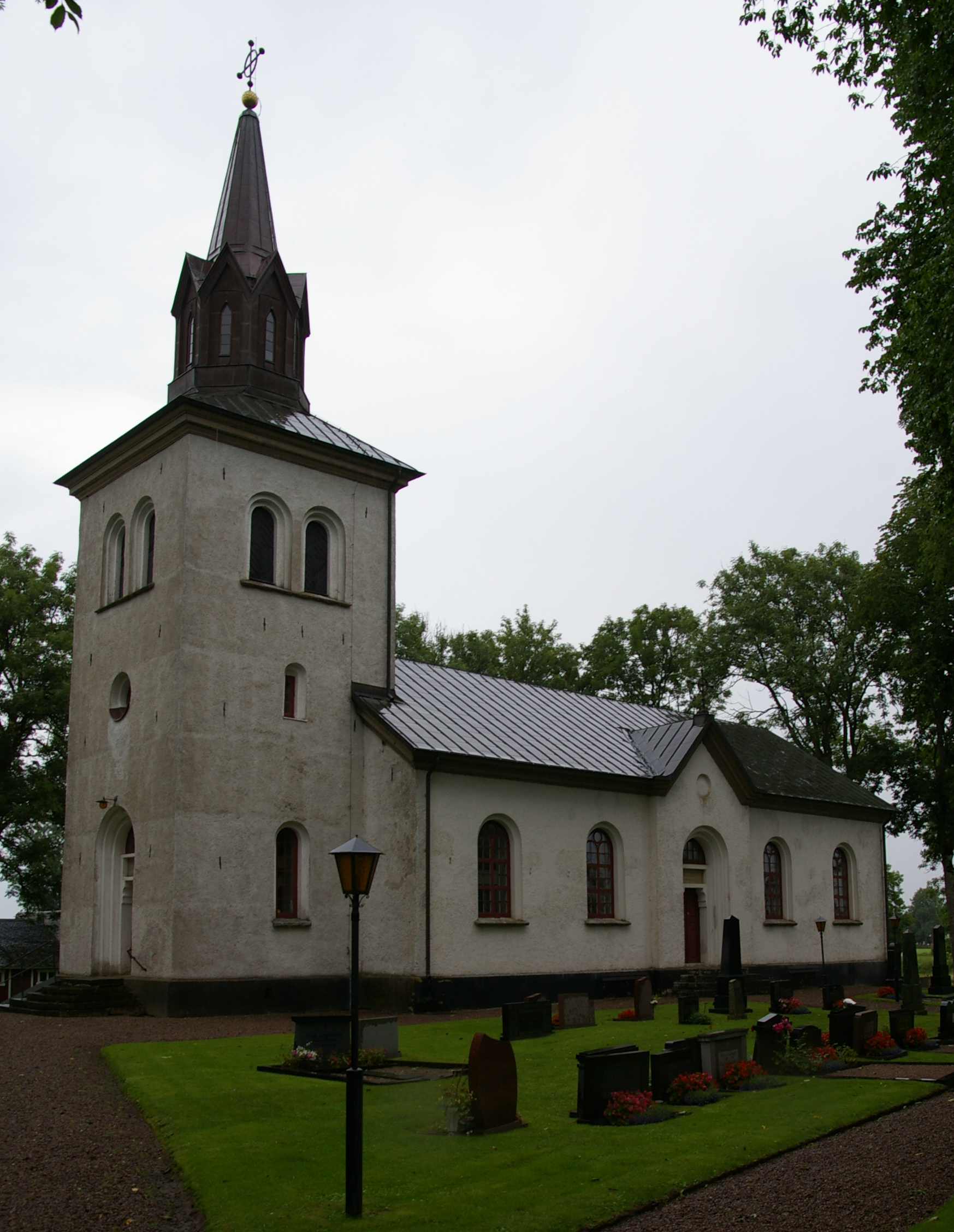
Brismene kyrka

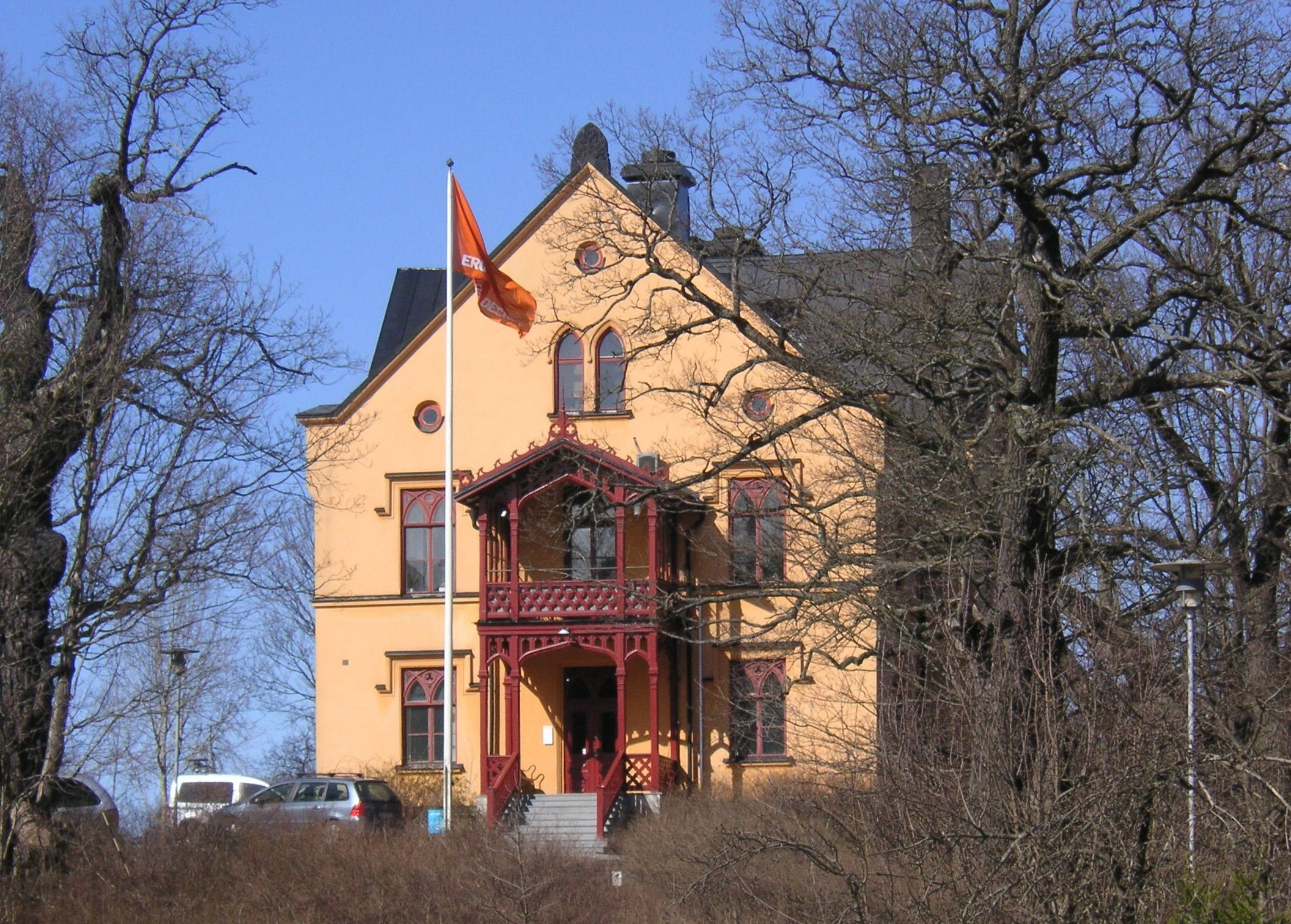
Johannelunds gårds missionskyrka

Per Ulrik Stenhammar, född 20 februari 1829 i Törnevalla, Östergötland, död 8 februari 1875 i Stockholm, var en svensk arkitekt och tonsättare.

## Biografi
Stenhammar fick sin utbildning vid Teknologiska institutet och Konstakademiens byggnadsskola, Stockholm. År 1866 blev han lärare vid Konstakademien. År 1874 blev han arkitekt vid Serafimerordensgillet och Överintendentsämbetet och året efter vid Vetenskapsakademien. Han har bland annat ritat Ersta kapell (Ersta kyrka) och Stiftelsen Konung Oscar I:s Minne i Stockholm samt flera landsortskyrkor. Missionsstationen Mkullo (M'kullo, numera riven) strax utanför Massawa i Eritrea hör också till hans verk. Under sin tid var den känd som Afrikas vackraste missionsstation.[källa behövs]
Utan formell utbildning var han ändå en flitig och uppskattad kompositör av både sakrala och profana verk. Den 24 januari 1868 blev han invald som ledamot nummer 418 av Kungliga Musikaliska Akademien. Som anställd på Överintendentsämbetet var han dessutom involverad i uppförandet av Kungliga Musikaliska Akademiens hus, i början av 1870-talet.
Per Ulrik Stenhammar var son till botanikern och riksdagsmannen Christian Stenhammar och Anna Charlotta Kernell. Han gifte sig 1858 med grevinnan Eva Christina Louise Rudenschöld och var far till arkitekten Ernst Stenhammar och tonsättaren Wilhelm Stenhammar samt bror till Fredrik Stenhammar.
Makarna Stenhammar är begravda på Norra begravningsplatsen utanför Stockholm.

## Musik i urval
- Höstpsalm, för solokvartett och blandad kör
- Denne är min käre son, kyrkoaria
- Måste ock av törnen vara, kvartett i arrangemang av Stenhammar. En tonsättning finns av Johann Crüger från 1623.
- David och Saul, oratorium. Tryckt 1878 av Musikaliska konstföreningen och framfördes 1900 med instrumentering av sonen Wilhelm Stenhammar
- Från girighetssnaran förvara, tonsättning, nr 332 i Hemlandssånger 1891
- Hur är det barn till mods?, tonsättning publicerad i Ancora 1901. Okänd textförfattare.
- Jag visst icke borde gå och sörja, Pilgrimsharpan 1861.
- O vad är väl all fröjd på jorden nr 590 Nya psalmer 1921 och EFS-tillägget 1986 med text av Lina Sandell.
- Svinga dig, min ande opp tonsatt psalmtext av psalmförfattaren Johann Arndt i översättning till svenska av Christoffer Olofsson Angeldorff.

Per Ulrik Stenhammars arkiv (Musik- och teaterbiblioteket)

## Byggnadsverk i urval[9]
- Ersta sjukhus, gamla diakonisshuset och sjukhuset, 1863
- Ersta kyrka, 1871–1872
- Två fattighus vid Sabbatsberg, 1872 (se Hälsobrunnen 1)
- Oscar I:s minne, Björngårdsgatan 23, Stockholm 1873
- Johannelunds gårds missionskyrka, Bromma 1867
- Stockholms sjukhem, Mariebergsgatan, Stockholm, 1867
- Häggums kyrka, 1864
- Varvs kyrka, 1860–1861
- Brismene kyrka, 1863
- Virke kyrka, 1861–1862
- Sjogerstads kyrka, 1866

Vårfruskolan, Lund 1868
- Björkviks kyrka, 1872–1875
- Rödeby kyrka, 1875–1877

S:t Lars sinnessjukhus, Lund 1875–1879